# 東宮三師
東宮三師（とうぐうさんし）は、かつて中国にあった太子太師、太子太傅、太子太保という官の総称である。
皇太子を輔導する官僚であり、一般に高位で信望の厚い大臣が兼任、あるいは専任の者があたった。太子少師、太子少傅、太子少保を総称した東宮三少は東宮三師を輔ける官職である。
唐代に位階は従一品。皇太子を師を敬い道を重んじる品格に育てるため、東宮三師は儀礼上、十分に高く崇められた。
《新唐書》には
「太子太師、太傅、太保、各一人、従一品。掌輔導皇太子。毎見、迎拝殿門、三師答拝、毎門必譲、三師坐、太子乃坐。与三師書、前名惶恐、後名惶恐再拝。太子出、則乗路備鹵簿以従。」
とある。
東宮三師と東宮三少は後世には次第に栄誉職と化し、単純に実の伴わない高官の肩書となり、皇太子を教導する責務を負わなくなった。
朝鮮の高麗も東宮三師を設けており、王世子を教導する責務を負った。。